# Marc-César Scotto
Marc-César Scotto (* 25. Februar 1888 in Nizza, Frankreich; † 6. Juni 1960 in Monaco) war ein monegassischer Pianist, Dirigent und Komponist.
Scotto war ab 1921 Korrepetitor und ab 1929 Chefdirigent am Grand Théâtre de Monte Carlo. Er wirkte als Dirigent an mehreren Auftritten von Sergei Djagilews Ballets Russes in Monte Carlo mit. Ab 1941 leitete er die später nach Rainier III. benannte Académie de Musique de Monte-Carlo. 1928, 1932 und 1936 nahm er als Komponist an den Kunstwettbewerben der Olympischen Sommerspiele teil.